# Trichaphodius divisus
Trichaphodius divisus är en skalbaggsart som beskrevs av Schmidt 1908. Trichaphodius divisus ingår i släktet Trichaphodius och familjen Aphodiidae. Inga underarter finns listade i Catalogue of Life.